# Боголюбов, Дмитрий Иванович
Дмитрий Иванович Боголюбов (4 февраля 1869, село Барабановка, Бузулукский уезд, Самарская губерния — 22 июня 1953, Загорск, Московская область) — протоиерей Русской православной церкви, один из самых авторитетных миссионеров в Российской империи, профессор Московской духовной академии.

## Биография
Родился в семье псаломщика.
Окончил Бугурусланское духовное училище в 1884 году и Самарскую духовную семинарию в 1980 году. За казённый счёт был направлен в Московскую духовную академию, которую окончил со степенью кандидата богословия в 1894 году.
В 1894—1898 годах тамбовский епархиальный противосектантский миссионер, член епархиального училищного совета.
В 1897 году участвовал во II Всероссийском миссионерском съезде в Казани.
В 1898—1903 годах харьковский епархиальный противосектантский миссионер, член епархиального училищного совета.
Коллежский секретарь (1901), титулярный советник (1903).
В 1903—1913 годах петербургский епархиальный противосектантский миссионер, член епархиального училищного совета.
Коллежский асессор, руководитель миссионерских курсов в Гомеле (1908), надворный советник, лауреат Макариевской премии (1911), редактор журнала «Дело веры» (1911—1914).
Инспектор Ставропольской духовной семинарии (1913), затем Воронежской духовной семинарии (1914).
Награждён орденами Святой Анны 3-й степени (1903), Святого Станислава 2-й степени (1913).
В 1917 году делегат Всероссийского съезда деятелей духовной школы и Всероссийского съезда духовенства и мирян, работал во II и VI отделах Предсоборного совета. Член Поместного собора Православной российской церкви, участвовал во всех трёх сессиях, секретарь IX и член II, V, XIII отделов.
С 1918 года жил в Харькове. В 1921 году сослан в Архангельскую губернию.
С 1922 года иерей, настоятель московского храма Девяти мучеников Кизических на Пресне, помощник патриарха Тихона по управлению Московской епархией, протоиерей, благочинный Пречистенского «сорока», участник публичных диспутов с атеистами и обновленцами.
В сентябре 1924 года «как активный реакционный деятель тихоновской церкви» приговорён к 3 годам высылки в Туркестан. В марте 1925 года освобождён.
В 1926 году приговорён к 3 годам ссылки, в 1930-м — к 10 годам заключения.
С 1944 года доцент, заведующий кафедрой истории обличения раскола и сектантства в Православном богословском институте.
В 1945 году член Поместного собора Русской православной церкви.
Профессор (1946), магистр богословия (1947), заслуженный профессор (1950) и духовник (1951) Московской духовной академии.
Скончался от воспаления лёгких, похоронен на Новом кладбище в городе Сергиеве Посаде.
Автор более 170 печатных работ.
Обвенчан с дочерью протоиерея Екатериной Васильевной Никольской, дети: Наталия, Мария, Сергей.

## Сочинения
- Беседа с штундо-баптистами о христианской «святости» по руководству преп. Иоанна Кассиана. К., 1896.
- Очерк современного тамбовского сектантства и его более видных представителей (По личным впечатлениям). Тамбов, 1897.
- Забытые люди // Миссионерское обозрение. 1897. Июнь. Кн. 1.
- Беседа с штундо-баптистами о святости Христовой Церкви. К., 1898.
- Донесение Высокопреосвященнейшему Амвросию, архиепископу Харьковскому // Вера и разум. 1899. № 20.
- Мои первые беседы с сектантами; Беседы с штундо-баптистами; Со «скрижалей сердца»; О свободе совести; Поездка к сектантам по первопутку; Неслыханное изуверство сектантов как плод толстовского просвещения; Благочиннические миссионерские съезды в Харьковской епархии; Расстроенные люди; Распустился мир; О миссионерах-книгоношах // Миссионерское обозрение. 1899. № 1; 1901. № 1, 5-12; 1902. № 1, 7-12.
- Заблуждения рационалистического сектантства в понимании и толковании учения ап. Павла об оправдании верою; О крещении младенцев. Беседа со штундистами. СПб., 1900.
- [Серия из 12 брошюр]. Х., 1902.
- Беседы с штундо-баптистами // Вера и разум. 1901. № 24; 1902. № 2.
- На далеком востоке // Известия по С.-Петербургской епархии. 1903. № 22.
- Историко-философские воззрения проф. Кареева; Критическая заметка «Необоснованные благопожелания» // Вера и разум. 1903. № 6-7, 12.
- Два слова о присяге; Миссионерские очерки; Беседы с молоканами; Гробы окрашенные; Еще о миссионерах-книгоношах; Совместимы ли обязанности судебного эксперта со званием епархиального миссионера; Братские замечания; Слово защиты; Миссионерский обмен мнений; Основные черты миссионерской методики; Снисходительное внимание; Либеральная непродуманность; Из литературы и жизни; Сложный вопрос; О крещении младенцев и о тайне исповеди; О браках, дозволенных разведённым супругам; По поводу двух рассказов наших современных писателей; О наших духовно-учебных заведениях; О конечной цели противораскольнической полемики; Об оживлении церковной проповеди; Оправдан ли евангельский фарисей?; Наволадожские впечатления // Миссионерское обозрение. 1903. № 1-6, 11, 13-15, 17; 1904. № 1-20; 1905. № 1-9.
- Из записок миссионера [55 статей] // Отдых христианина. 1903—1907.
- [68 статей] // Воскресный благовест. 1904—1905, 1907, 1909.
- Беседы со штундистами о Христовом священстве // Миссионерский сборник. 1904. № 1.
- О внутреннем разладе в настроении сектантов-отрицателей православно-церковного строя; Об искуплении христиан кровию Господа // Православно-русское слово. 1904. № 2, 6.
- За Церковь родную и веру православную. СПб., 1905.
- При свете евангельской правды. Рассказы. СПб., 1905.
- О желательном направлении церковной проповеди // Церковный вестник. 1905. № 47.
- В трущобах; Получка; На поминках; Горемычные бабы // Трезвая жизнь. 1905. № 3, 5, 7; 1906. № 10.
- Заветы христианской старины современным православно-церковным братствам. СПб., 1906.
- Как душу спасать. СПб., 1906.
- Жестокая неправда о христианстве в «Новой газете» // Странник. 1906. № 1.
- О «вероисповедной свободе» в России; К Пасхальной заутрене; Совопросник Сергий; Речь; Об одном напрасном озлоблении в новой газете; О двух настроениях; В ответ на профессорскую критику; Старообрядцы не дремлют; Церковь и современная жизнь; Скорбные думы о голоде; Божия заповедь и человеческое лицемерие; Голос жизни // Церковный голос. 1906. № 11, 13-16, 22, 26, 31, 35-37, 44, 49-50.
- Ей, гряди, Господи Иисусе!; Русские христиане перед современной задачей общественной жизни; Цепи жизни; Об одном из призраков нашей жизни; Минутное помрачение; Тревожный крик // Церковный голос. 1907. № 1, 4, 6, 8, 16-18.
- К вопросу о разработке миссионерской полемики с сектантами; Вынужденное объяснение; Миссионерские очерки // Православный путеводитель. 1906. № 15, 16, 19.
- Беседа с сектантом-толстовцем; Отголоски миссионера на злобу дня; Миссионерские очерки // Православный путеводитель. 1907. № 1, 3-5, 8-10.
- Необходимое условие для успеха миссионерской деятельности // Приходская жизнь. 1907. № 4.
- Беседа с штундо-баптистами об именовании христиан в Новом Завете «святыми» // Миссионерский сборник. 1907. № 6.
- На панихиде по о. Александре Рождественском; Из беседы с «ивановцами»; Логика христианского миссионерства // Известия по С.-Петербургской епархии. 1907. № 7-9, 18-21.
- Христианство и социал-демократия. СПб., 1907.
- Религиозно-философское общество в С.-Петербурге // Отдых христианина. 1907. № 10-11; 1908. № 4, 11.
- О современном направлении религиозно-церковного законодательства в России; За Слово Божие; Христиане в водовороте современных общественных течений; О православно-церковных подвижниках как выразителях христианских верований в жизни; О. Иоанн Ильич Сергеев как религиозное утешение русского народа; Бодрствуйте! // Отдых христианина. 1908. № 1-2, 5; 1909. № 1-2; 1910. № 6.
- Миссионерские беседы со штундо-баптистами. (Опыт библейского обоснования православно-христианских истин, отвергаемых сектантами). СПб., 1908.
- О бессмысленности наименования сектантствующих людей «иоаннитами»; О петербургских хилиастах // Церковные ведомости. 1908. № 9-10, 15/16.
- О так называемых «иоаннитах» в русском народе. СПб., 1909.
- Религиозно-общественные течения в современной русской жизни и наша православно-христианская миссия. СПб., 1909.
- По вопросам миссии // Известия по С.-Петербургской епархии. 1907. № 9-10.
- Организационная ложь в сектантских общинах; О съезде сектантов в С.-Петербурге // Церковный вестник. 1909. № 19, 38.
- Мечты и действительность в русском баптизме; В глуши деревенской; О желательной постановке преподавания «Истории и обличения сектантства» в духовных семинариях // Церковный вестник. 1910. № 1, 24, 36-37.
- Из жизни петербургских сектантов; Три документа (к вопросу о православии «братца Иоанна» Чурикова); Близорукие эксперты; Поучительные цифры; Новейшая тактика сектантской пропаганды в православных приходах // Церковный вестник. 1911. № 4, 14/15, 39, 41, 47.
- К характеристике «безвременья», переживаемого нашей пастырско-приходской миссией; Новогодние пожелания нашей миссии; [О Иване Чурикове] // Приходский священник. 1911. № 1-2, 16.
- [Статьи] // Дело веры. 1911—1914.
- О прославлении и молитвенном призывании святых ангелов и угодников Божиих. СПб., 1911.
- Слово жизни в беседе с сектантами о таинстве елеосвящения. СПб., 1911.
- О святом причащении. СПб., 1911.
- Миссионерские беседы с штундо-баптистами. СПб., 1911 (5-е изд.).
- Егор «помешанный» // Русский паломник. 1911. № 17.
- Победили // Русский паломник. 1912. № 21.
- Кто это пашковцы, баптисты и адвентисты? СПб., 1912.
- О крещении младенцев. Беседа со штундо-баптистами. СПб., 1912.
- В храме // Христианин. 1912. № 6/8.
- Новейшая тактика сектантской пропаганды в православных приходах // Приходская жизнь. 1912. № 2.
- Противосектантские уроки ревнителям православной веры. СПб., 1913.
- Пора повсеместно испробовать эту меру в борьбе с сектантскими лжеучениями; Поучительный документ; Миссионерские курсы и беседы при Ставропольской ДС // Миссионерский сборник. 1913. № 5, 9, 11.
- Мера в борьбе с сектантством // Самарские епархиальные ведомости. 1913. № 12.
- В ожидании поезда; Осы; Деревенские труженицы; За Слово Божие; В поисках пастырского идеала; Пастырь-проповедник; Искушение Богочеловека в пустыне; Православный священник // Отдых христианина. 1913. № 6, 9, 11; 1914. № 3-4; 1915. № 1. 1916. № 2, 7/8.
- Мир во зле лежит; Вверх по лестнице; Иностранная жизнь // Кормчий. 1913. № 25, 48; 1914. № 11.
- Рассказ ямщика; Решающий вопрос // Церковный вестник. 1913. № 25, 31.
- Димитрий Павлович и семинаристы; О богословском кружке при Ставропольской ДС; С юными проповедниками; Отрицатель // Там же. 1914. № 20, 22, 26, 28/29.
- Из журнала «Дело веры» // Ревнитель. 1914. № 3/4.
- Слово жизни (Филип. 2, 16) в беседе с сектантами. Пг., 1914.
- Православный противосектантский катехизис. Пг., 1914 (16-е изд.).
- Программа преподавания псаломщиками-миссионерами на народно-миссионерских курсах // Миссионерские известия по Ставропольской епархии. 1914. № 27.
- Мерцающие огни // Христианин. 1914. № 10/11.
- В борьбе с сектантством (Из записок епархиального миссионера) // Миссионерский сборник. 1914. № 8, 10, 12; 1915. № 3/4, 7-10, 12; 1916. № 1-12; 1917. № 1/2, 6-12; 1918. № 1-6.
- Запросы жизни и наши духовные семинарии; О «раскрепощении» наших духовных семинарий; Различные взгляды на ожидаемые реформы в духовно-учебном ведомстве // Церковный вестник. 1915. № 23, 32, 35.
- Родные люди; К характеристике русского солдата; Родные «старые» герои; Семинаристы-добровольцы; Родное и чужое; Закрепление трезвости по деревням; К родному народу; Родные командиры; Нынешняя война по народному рассуждению; Сердце народное // Родная жизнь. 1915. № 7, 18, 24, 28-29, 34, 37-38, 47, 51/52.
- Новогодние думы о родине; Доблестная казачка; Сущность пьянства; Русские солдаты в сравнении с немецкими; В училище родных героев-офицеров; «Русский солдат изумителен»; Рядовой Николай Алексеев; Сметливые; Христианская и высокопатриотическая задача для нашего родного тыла; Страдальцы; Герои долга; Великодушные; Русские мечты и болгарская действительность // Родная жизнь. 1916. № 1-3, 5, 12, 15/16, 21, 26/27, 32-34, 44, 46.
- Хвастливая самонадеянность германцев // Родная жизнь. 1917. № 2.
- Ямщик-сотский // Русский паломник. 1916. № 11.
- Экономическая подпочва современной великой борьбы народов // Вестник военного и морского духовенства. 1917. № 9/10.
- К предстоящему съезду педагогов духовно-учебных заведений в Москве; О пастырских институтах в России; Положение нашей церковной миссии; Доклад; Об организации внутренней церковной миссии // Всероссийский церковно-общественный вестник. 1917. 26 апреля, 16, 25 мая, 10 июня, 14 сентября.
- Горькая правда о баптистах // Церковно-общественная мысль. 1917. № 10.
- О вожделенном церковном мире; Братский ответ старообрядцам, вопрошающим о Белокриницкой иерархии; Архиерейский Собор Русской Православной Церкви за границей // Журнал Московской Патриархии. 1946. № 3, 7, 9.
- Протоиерей Александр Павлович Смирнов (Некролог) // Журнал Московской Патриархии. 1950. № 10.
- Праздник Покрова Пресвятой Богородицы; Введение во храм Пресвятой Богородицы // Журнал Московской Патриархии. 1951. № 10-11.
- Крещение Господне; Сретение Господне; В Неделю Крестопоклонную; Благовещение Пресвятой Богородицы; Вознесение Господне; День Святой Троицы; Успение Пресвятой Богородицы; Воздвижение Честнаго и Животворящего Креста Господня; Святитель Николай // Журнал Московской Патриархии. 1952. № 1-6, 8-9, 12.
- Крещение Господне; Сретение Богомладенца Христа старцем Симеоном // Журнал Московской Патриархии. 1953. № 1-2.